# Магістраль М6 (Білорусь)
Магістраль М6 — автомагістраль в Білорусі, що сполучає міста Мінськ з Гродно. Починається від перетину вулиці Прітицького з Мінською кільцевою автомобільною дорогою М9 і прямує на захід, проходячи Воложин, Ів'є, Ліду, Щучин, Скідель до Гродно. Частина магістралі від Мінська до Воложина (47 км) збігається з магістраллю М7 та європейським маршрутом E28. Протяжність магістралі становить близько 262 км.